# Kazak Island
Kazak Island (englisch; russisch Остров Казак Ostrow Kasak, deutsch ‚Kasacheninsel‘) ist eine kleine Insel vor der Ingrid-Christensen-Küste des ostantarktischen Prinzessin-Elisabeth-Lands. Im südlichen Gebiet der Vestfoldberge liegt sie in der Prydz Bay 1 km südlich der Insel Muløy.
Norwegische Kartographen kartierten sie 1946 anhand von Luftaufnahmen der Lars-Christensen-Expedition 1936/37. Weitere Luftaufnahmen entstanden bei der US-amerikanischen Operation Highjump (1946–1947), 1956 bei einer sowjetischen Antarktisexpedition sowie 1957 und 1958 bei Kampagnen der Australian National Antarctic Research Expeditions. Russische Wissenschaftler nahmen die Benennung vor. Das Antarctic Names Committee of Australia übertrug diese ins Englische.